# 니키타 글라스코프
니키타 유리예비치 글라스코프(러시아어: Ники́та Ю́рьевич Глазко́в, 러시아어 발음: [nʲɪˈkʲitə ˈjʉrʲjɪvʲɪtɕ ɡɫɐˈskof], 1992년 4월 16일~)는 러시아의 펜싱 선수로 주 종목은 에페이다. 2020년 하계 올림픽에서 남자 에페 단체전 은메달을 획득했고 세계 선수권 대회에서 동메달 2개를 획득했다.